# Obrtka
Obrtka är ett vattendrag i Tjeckien. Det ligger i den nordvästra delen av landet, 50 km norr om huvudstaden Prag.